# World Games 2025/Billard
Bei den World Games 2025 in Chengdu wurden vom 10. bis 14. August 8 Wettbewerbe im Billard ausgetragen. Austragungsort war das Tianfu Campus Gymnasium der Civil Aviation Flight University of China.

## Bilanz

### Medaillenspiegel
| Platz  | Land        | Gold | Silber | Bronze | Gesamt |
| ------ | ----------- | ---- | ------ | ------ | ------ |
| 1      | China       | 4    | –      | 2      | 6      |
| 2      | Niederlande | 1    | –      | –      | 1      |
| 2      | Südkorea    | 1    | –      | –      | 1      |
| 2      | Ungarn      | 1    | –      | –      | 1      |
| 5      | Peru        | –    | 1      | 1      | 2      |
| 5      | Thailand    | –    | 1      | 1      | 2      |
| 7      | Ägypten     | –    | 1      | –      | 1      |
| 7      | Japan       | –    | 1      | –      | 1      |
| 7      | Philippinen | –    | 1      | –      | 1      |
| 7      | Südafrika   | –    | 1      | –      | 1      |
| 7      | Zypern      | –    | 1      | –      | 1      |
| 12     | Deutschland | –    | –      | 3      | 3      |
| Gesamt | Gesamt      | 7    | 7      | 7      | 21     |

### Medaillengewinner
Herren
| Disziplin    | Gold                  | Silber                 | Bronze                |
| ------------ | --------------------- | ---------------------- | --------------------- |
| Dreiband     | Cho Myung-woo (KOR)   | Sameh Sidhom (EGY)     | Martin Horn (GER)     |
| Snooker      | Xiao Guodong (CHN)    | Michael Georgiou (CYP) | Alexander Widau (GER) |
| Pool 10-Ball | Olivér Szolnoki (HUN) | Gerson Martínez (PER)  | Joshua Filler (GER)   |

Damen
| Disziplin    | Gold                        | Silber                  | Bronze                         |
| ------------ | --------------------------- | ----------------------- | ------------------------------ |
| Dreiband     | Therese Klompenhouwer (NED) | Ayaka Miyashita (JPN)   | Jackeline Peréz (PER)          |
| Snooker      | Bai Yulu (CHN)              | Narucha Phoemphul (THA) | Ploychompoo Laokiatphong (THA) |
| Pool 10-Ball | Han Yu (CHN)                | Chezka Centeno (PHI)    | Liu Shasha (CHN)               |

Mixed
| Disziplin    | Gold              | Silber             | Bronze              |
| ------------ | ----------------- | ------------------ | ------------------- |
| Pool Heyball | Zhang Taiyi (CHN) | Jason Theron (RSA) | Tang Chunxian (CHN) |

## Dreiband-Herren
| MP    | Match Punkte (Sieger = 2; Unentschieden = 1; Verlierer = 0) |
| SV    | Satzverhältnis (nur bei Turnieren im Satzsystem)            |
| Pkte. | Erzielte Karambolagen                                       |
| Aufn. | benötigte Aufnahmen                                         |
| GD    | Generaldurchschnitt                                         |
| MGD   | Mannschafts-Generaldurchschnitt                             |
| BED   | Bester Einzeldurchschnitt eines Spielers                    |
| BEMD  | Bester Einzeldurchschnitt einer Mannschaft                  |
| BSD   | Bester Satzdurchschnitt eines Spielers                      |
| HS    | Höchstserie                                                 |
| WRP   | Weltranglistenpunkte                                        |

### Vorrunde
| Spieler 1     | PP | Pkte | Aufn | MGD   | HS | Spieler 2    | PP | Pkte | Aufn | MGD   | HS |
| ------------- | -- | ---- | ---- | ----- | -- | ------------ | -- | ---- | ---- | ----- | -- |
| Martin Horn   | 2  | 40   | 30   | 1,333 | 7  | Erick Tellez | 0  | 19   | 30   | 0,633 | 6  |
| Cho Myung-woo | 0  | 38   | 28   | 1,357 | 7  | Martin Horn  | 2  | 40   | 28   | 1,428 | 5  |
| Cho Myung-woo | 1  | 40   | 28   | 1,428 | 14 | Erick Tellez | 1  | 40   | 28   | 1,428 | 7  |

| Spieler 1    | PP | Pkte | Aufn | MGD   | HS | Spieler 2         | PP | Pkte | Aufn | MGD   | HS |
| ------------ | -- | ---- | ---- | ----- | -- | ----------------- | -- | ---- | ---- | ----- | -- |
| Heo Jung-han | 2  | 40   | 20   | 2,000 | 14 | Pedro Piedrabuena | 0  | 35   | 20   | 1,750 | 6  |
| Dick Jaspers | 0  | 21   | 15   | 1,400 | 7  | Heo Jung-han      | 2  | 40   | 15   | 2,666 | 11 |
| Dick Jaspers | 0  | 30   | 23   | 1,304 | 5  | Pedro Piedrabuena | 2  | 40   | 23   | 1,739 | 6  |

| Spieler 1        | PP | Pkte | Aufn | MGD   | HS | Spieler 2     | PP | Pkte | Aufn | MGD   | HS |
| ---------------- | -- | ---- | ---- | ----- | -- | ------------- | -- | ---- | ---- | ----- | -- |
| Jérémy Bury      | 2  | 40   | 34   | 1,176 | 5  | Luis Martinez | 0  | 28   | 34   | 0,823 | ?  |
| Trần Quyết Chiến | 1  | 40   | 25   | 1,600 | 9  | Jérémy Bury   | 1  | 40   | 25   | 1,600 | 7  |
| Trần Quyết Chiến | 2  | 40   | 33   | 1,212 | 5  | Luis Martinez | 0  | 38   | 33   | 1,151 | 6  |

| Spieler 1       | PP | Pkte | Aufn | MGD   | HS | Spieler 2    | PP | Pkte | Aufn | MGD   | HS |
| --------------- | -- | ---- | ---- | ----- | -- | ------------ | -- | ---- | ---- | ----- | -- |
| Sameh Sidhom    | 2  | 40   | 23   | 1,739 | 7  | Jiale Qian   | 0  | 8    | 23   | 0,347 | 3  |
| Tayfun Taşdemir | 0  | 36   | 23   | 1,562 | 8  | Sameh Sidhom | 2  | 40   | 23   | 1,739 | 6  |
| Tayfun Taşdemir | 2  | 40   | 30   | 1,333 | 7  | Jiale Qian   | 0  | 17   | 30   | 0,566 | 4  |

| 1 | Martin Horn   | 4 | 80 | 58 | 1,379 | 1,428 | 7  |
| 2 | Cho Myung-woo | 1 | 78 | 56 | 1,392 | 1,428 | 14 |
| 3 | Erick Tellez  | 1 | 59 | 58 | 1,017 | 1,428 | 7  |

| 1 | Heo Jung-han      | 4 | 80 | 35 | 2,285 | 2,666 | 14 |
| 2 | Pedro Piedrabuena | 2 | 75 | 43 | 1,744 | 1,739 | 6  |
| 3 | Dick Jaspers      | 0 | 51 | 38 | 1,342 | –     | 7  |

| 1 | Trần Quyết Chiến | 3 | 80 | 58 | 1,379 | 1,600 | 9 |
| 2 | Jérémy Bury      | 3 | 80 | 59 | 1,355 | 1,600 | 7 |
| 3 | Luis Martinez    | 0 | 66 | 67 | 0,985 | –     | 6 |

| 1 | Sameh Sidhom    | 4 | 80 | 46 | 1,739 | 1,739 | 7 |
| 2 | Tayfun Taşdemir | 2 | 76 | 53 | 1,434 | 1,333 | 8 |
| 3 | Jiale Qian      | 0 | 25 | 53 | 0,472 | –     | 4 |

### K.-o.-Runde
Legende: Punkte/Aufnahmen/Höchstserie
|  | Viertelfinale 40 Punkte ohne Nachstoß | Viertelfinale 40 Punkte ohne Nachstoß | Viertelfinale 40 Punkte ohne Nachstoß | Viertelfinale 40 Punkte ohne Nachstoß | Viertelfinale 40 Punkte ohne Nachstoß |    |                  | Halbfinale 40 Punkte ohne Nachstoß | Halbfinale 40 Punkte ohne Nachstoß | Halbfinale 40 Punkte ohne Nachstoß | Halbfinale 40 Punkte ohne Nachstoß | Halbfinale 40 Punkte ohne Nachstoß |                  |    | Finale 40 Punkte ohne Nachstoß | Finale 40 Punkte ohne Nachstoß | Finale 40 Punkte ohne Nachstoß | Finale 40 Punkte ohne Nachstoß | Finale 40 Punkte ohne Nachstoß |
|  |                                       |                                       |                                       |                                       |                                       |    |                  |                                    |                                    |                                    |                                    |                                    |                  |    |                                |                                |                                |                                |                                |
|  | 1                                     | Heo Jung-han                          | 29                                    | 18                                    | 6                                     |    |                  |                                    |                                    |                                    |                                    |                                    |                  |    |                                |                                |                                |                                |                                |
|  | 8                                     | Cho Myung-woo                         | 40                                    | 18                                    | 12                                    |    |                  |                                    |                                    |                                    |                                    |                                    |                  |    |                                |                                |                                |                                |                                |
|  | 8                                     | Cho Myung-woo                         | 40                                    | 18                                    | 12                                    |    | 8                | Cho Myung-woo                      | 40                                 | 23                                 | 10                                 |                                    |                  |    |                                |                                |                                |                                |                                |
|  |                                       |                                       |                                       |                                       |                                       |    | 8                | Cho Myung-woo                      | 40                                 | 23                                 | 10                                 |                                    |                  |    |                                |                                |                                |                                |                                |
|  |                                       | 4                                     | Trần Quyết Chiến                      | 39                                    | 22                                    | 7  |                  |                                    |                                    |                                    |                                    |                                    |                  |    |                                |                                |                                |                                |                                |
|  | 4                                     | 4                                     | Trần Quyết Chiến                      | 39                                    | 22                                    | 7  | Trần Quyết Chiến | 40                                 | 23                                 | 6                                  |                                    |                                    |                  |    |                                |                                |                                |                                |                                |
|  | 4                                     |                                       |                                       |                                       |                                       |    |                  | 40                                 | 23                                 | 6                                  |                                    |                                    |                  |    |                                |                                |                                |                                |                                |
|  | 5                                     | Jérémy Bury                           | 32                                    | 23                                    | 7                                     |    |                  |                                    |                                    |                                    |                                    |                                    |                  |    |                                |                                |                                |                                |                                |
|  |                                       |                                       |                                       |                                       |                                       |    |                  |                                    |                                    |                                    |                                    |                                    |                  | 8  | Cho Myung-woo                  | 40                             | 16                             | 10                             |                                |
|  |                                       | 2                                     | Sameh Sidhom                          | 22                                    | 15                                    | 7  |                  |                                    |                                    |                                    |                                    |                                    |                  |    |                                |                                |                                |                                |                                |
|  | 3                                     | Martin Horn                           | 40                                    | 17                                    | 6                                     |    |                  |                                    |                                    |                                    |                                    |                                    |                  |    |                                |                                |                                |                                |                                |
|  | 6                                     | Pedro Piedrabuena                     | 31                                    | 17                                    | 7                                     |    |                  |                                    |                                    |                                    |                                    |                                    |                  |    |                                |                                |                                |                                |                                |
|  | 6                                     | Pedro Piedrabuena                     | 31                                    | 17                                    | 7                                     |    | 3                | Martin Horn                        | 32                                 | 20                                 | 7                                  |                                    |                  |    |                                |                                |                                |                                |                                |
|  |                                       |                                       |                                       |                                       |                                       |    | 3                | Martin Horn                        | 32                                 | 20                                 | 7                                  |                                    |                  |    |                                |                                |                                |                                |                                |
|  |                                       | 2                                     | Sameh Sidhom                          | 40                                    | 20                                    | 13 |                  |                                    | Spiel um Platz 3                   | Spiel um Platz 3                   | Spiel um Platz 3                   | Spiel um Platz 3                   | Spiel um Platz 3 |    |                                |                                |                                |                                |                                |
|  | 2                                     | 2                                     | Sameh Sidhom                          | 40                                    | 20                                    | 13 | Sameh Sidhom     | 40                                 | Spiel um Platz 3                   | Spiel um Platz 3                   | Spiel um Platz 3                   | Spiel um Platz 3                   | Spiel um Platz 3 | 16 | 9                              |                                |                                |                                |                                |
|  | 2                                     |                                       |                                       |                                       |                                       |    |                  |                                    |                                    |                                    |                                    |                                    |                  |    | 9                              |                                |                                |                                |                                |
|  | 7                                     | Tayfun Taşdemir                       | 21                                    | 16                                    | 5                                     |    |                  |                                    |                                    |                                    |                                    |                                    |                  |    | 4                              | Trần Quyết Chiến               | 34                             | 27                             | 5                              |
|  |                                       |                                       |                                       |                                       |                                       |    |                  |                                    |                                    |                                    |                                    |                                    |                  |    | 3                              | Martin Horn                    | 40                             | 27                             | 9                              |

## Dreiband-Damen

### Vorrunde
| MP    | Match Punkte (Sieger = 2; Unentschieden = 1; Verlierer = 0) |
| SV    | Satzverhältnis (nur bei Turnieren im Satzsystem)            |
| Pkte. | Erzielte Karambolagen                                       |
| Aufn. | benötigte Aufnahmen                                         |
| GD    | Generaldurchschnitt                                         |
| MGD   | Mannschafts-Generaldurchschnitt                             |
| BED   | Bester Einzeldurchschnitt eines Spielers                    |
| BEMD  | Bester Einzeldurchschnitt einer Mannschaft                  |
| BSD   | Bester Satzdurchschnitt eines Spielers                      |
| HS    | Höchstserie                                                 |
| WRP   | Weltranglistenpunkte                                        |

| Spieler 1               | PP | Pkte | Aufn | MGD   | HS | Spieler 2               | PP | Pkte | Aufn | MGD   | HS |
| ----------------------- | -- | ---- | ---- | ----- | -- | ----------------------- | -- | ---- | ---- | ----- | -- |
| Charlotte Sörensen      | 2  | 25   | 51   | 0,490 | 3  | Phung Kien Tuong        | 0  | 20   | 51   | 0,392 | 4  |
| Jackeline Perez         | 0  | 24   | 44   | 0,545 | 3  | Claudia Marcela Lalinde | 2  | 25   | 44   | 0,568 | 6  |
| Charlotte Sörensen      | 2  | 25   | 28   | 0,892 | 7  | Claudia Marcela Lalinde | 0  | 22   | 28   | 0,785 | 3  |
| Jackeline Perez         | 2  | 25   | 39   | 0,641 | 4  | Phung Kien Tuong        | 0  | 23   | 39   | 0,589 | 5  |
| Charlotte Sörensen      | 0  | 16   | 37   | 0,432 | ?  | Jackeline Perez         | 2  | 25   | 37   | 0,675 | 4  |
| Claudia Marcela Lalinde | 0  | 17   | 35   | 0,485 | 8  | Phung Kien Tuong        | 2  | 25   | 35   | 0,714 | 7  |

| Spieler 1             | PP | Pkte | Aufn | MGD   | HS | Spieler 2       | PP | Pkte | Aufn | MGD   | HS |
| --------------------- | -- | ---- | ---- | ----- | -- | --------------- | -- | ---- | ---- | ----- | -- |
| Therese Klompenhouwer | 2  | 25   | 29   | 0,862 | 5  | Karina Jetten   | 0  | 11   | 29   | 0,379 | 3  |
| Ayaka Miyashita       | 2  | 25   | 53   | 0,471 | 3  | Gülşen Degener  | 0  | 20   | 53   | 0,377 | 3  |
| Therese Klompenhouwer | 2  | 40   | 19   | 1,315 | 5  | Ayaka Miyashita | 0  | 6    | 19   | 0,315 | 3  |
| Karina Jetten         | 0  | 10   | 33   | 0,303 | ?  | Gülşen Degener  | 2  | 25   | 33   | 0,757 | 5  |
| Therese Klompenhouwer | 2  | 25   | 28   | 0,892 | 4  | Gülşen Degener  | 0  | 18   | 28   | 0,642 | ?  |
| Karina Jetten         | 0  | 23   | 35   | 0,657 | 5  | Ayaka Miyashita | 2  | 25   | 35   | 0,714 | 3  |

| 1 | Jackeline Perez         | 4 | 74 | 120 | 0,616 | 0,675 | 4 |
| 2 | Charlotte Sörensen      | 4 | 66 | 116 | 0,568 | 0,892 | 7 |
| 3 | Claudia Marcela Lalinde | 2 | 64 | 107 | 0,598 | 0,568 | 8 |
| 4 | Phung Kien Tuong        | 2 | 68 | 125 | 0,544 | 0,714 | 7 |

| 1 | Therese Klompenhouwer | 6 | 75 | 76  | 0,986 | 1,315 | 5 |
| 2 | Ayaka Miyashita       | 4 | 69 | 107 | 0,644 | 0,714 | 3 |
| 3 | Gülşen Degener        | 2 | 63 | 114 | 0,552 | 0,757 | 5 |
| 4 | Karina Jetten         | 0 | 44 | 97  | 0,453 | –     | 5 |

### K.-o.-Runde
|  | Halbfinale (25 Punkte ohne Nachstoß)       | Halbfinale (25 Punkte ohne Nachstoß) |                      |                 | Finale (25 Punkte ohne Nachstoß) | Finale (25 Punkte ohne Nachstoß) |
|  |                                            |                                      |                      |                 |                                  |                                  |
|  | Therese Klompenhouwer                      | 2/25/12/2,083/9                      |                      |                 |                                  |                                  |
|  | Charlotte Sörensen                         | 0/3/11/0,272/1                       |                      |                 |                                  |                                  |
|  | 12.08.2025 9.00 Uhr                        |                                      |                      |                 |                                  |                                  |
|  |                                            |                                      | 13.08.2025 13.30 Uhr |                 |                                  |                                  |
|  | Therese Klompenhouwer                      | 2/25/21/1,190/5                      |                      |                 |                                  |                                  |
|  |                                            | Ayaka Miyashita                      | 0/12/21/0,571/4      |                 |                                  |                                  |
|  |                                            |                                      |                      |                 |                                  |                                  |
|  | Spiel um Platz 3 (25 Punkte ohne Nachstoß) |                                      |                      |                 |                                  |                                  |
|  | 12.08.2025 11.00 Uhr                       | 12.08.2025 11.00 Uhr                 | Charlotte Sörensen   | 0/24/32/0,750/3 |                                  |                                  |
|  | Ayaka Miyashita                            | 2/25/32/0,781/3                      | Jackeline Perez      | 2/25/32/0,781/3 |                                  |                                  |
|  | Jackeline Perez                            | 0/17/31/0,548/4                      |                      |                 | 12.08.2025 17.00 Uhr             | 12.08.2025 17.00 Uhr             |